# PS Весов
PS Весов (лат. PS Librae), HD 135743 — одиночная переменная звезда в созвездии Весов на расстоянии приблизительно 766 световых лет (около 235 парсеков) от Солнца. Видимая звёздная величина звезды — от +9,6m до +9,3m.

## Характеристики
PS Весов — жёлтый карлик, вращающаяся переменная звезда типа BY Дракона (BY) спектрального класса G4V или G3/5V. Эффективная температура — около 5792 К.